# Billy Porter
Billy Porter (Pittsburgh, 21 de setembro de 1969) é um ator, cantor e cineasta estadunidense. Porter cursou teatro musical na Escola de Artes Performáticas de sua cidade natal e graduou-se na Escola de Drama da Universidade Carnegie Mellon, alcançando notoriedade posteriormente por suas performances em musicais da Broadway. Nos anos recentes, têm sido aclamado criticamente por suas atuações em séries televisivas e produções cinematográficas, bem como sua frequente defesa de temas que incluem diversidade étnica e de gênero na indústria do entretenimento. 
Em 2013, Porter venceu o Tony Award de Melhor Ator em Musical por sua performance como Lola em Kinky Boots, musical produzido e escrito pela cantora Cindy Lauper. Pelo mesmo papel, o ator também venceu o Prêmio Drama Desk e o Prêmio Outer Critics Circle Award, ambos na categoria de Melhor Ator em Musical. Em 2014, Porter já em maior evidência venceu o Prêmio Grammy de Melhor Álbum de Teatro pela gravação da trilha sonora de Kinky Boots. Desde 2018, o ator estrela a série televisiva Pose, pela qual também já venceu um Prêmio Emmy do Primetime de Melhor Ator em Série de Drama.

## Biografia
Billy Porter nasceu em Pittsburgh, Pensilvânia; filho de William E. Porter e Cloerinda Jean Johnson Porter Ford e irmão de Mary Martha Ford-Dieng. Após estudar na Escola Reizenstein Middle School, Porter passou por colégios de ensino médio até ingressar na Escola de Artes Performáticas de Pittsburh, da qual graduou-se em 1987. Posteriormente, graduou-se em Arte Dramática pela Universidade Carnegie Mellon, possuindo também um certificado especial em Roteirismo pela Universidade da Califórnia em Los Angeles. 

## Vida pessoal
Porter é gay, tendo se assumido aos 16 anos "no meio da crise da AIDS". Ele se casou com Adam Smith em 14 de janeiro de 2017, após conhecê-lo em 2009. Ele estava muito interessado em se casar "enquanto Obama ainda era presidente e antes de 20 de janeiro de 2017", então os dois ficaram noivos em 29 de dezembro de 2016 e se casaram duas semanas depois. Em julho de 2023, foi anunciado que Porter e Smith haviam se separado.
Em maio de 2021, Porter disse ao The Hollywood Reporter que havia sido diagnosticado com HIV em junho de 2007; ele também foi diagnosticado com diabetes tipo 2 em fevereiro de 2007 e entrou com pedido de falência em março de 2007.

## Filmografia

### Cinema
| Ano  | Título                                    | Papel                            | Notas          |
| ---- | ----------------------------------------- | -------------------------------- | -------------- |
| 1996 | Twisted                                   | Shiniqua                         |                |
| 1997 | Anastasia                                 | Vocais de conjunto e personagens |                |
| 2000 | Intern                                    | Sebastian Niederfarb             |                |
| 2000 | The Broken Hearts Club: A Romantic Comedy | Taylor                           |                |
| 2004 | Noel                                      | Randy                            |                |
| 2014 | The Humbling                              | Prince                           |                |
| 2020 | Like a Boss                               | Barrett                          |                |
| 2021 | Smoke, Lilies and Jade                    | Narrador                         | Curta-metragem |
| 2021 | Cinderella                                | Madrinha fabulosa                |                |
| 2023 | 80 for Brady                              | Gugu                             |                |
| 2023 | Our Son                                   | Gabriel                          |                |
| 2026 | The Hunger Games: Sunrise on the Reaping  | Magno Stift                      |                |

### Televisão
| Ano       | Título                                         | Papel                              | Notas                                                         |
| --------- | ---------------------------------------------- | ---------------------------------- | ------------------------------------------------------------- |
| 1999      | Shake, Rattle and Roll: An American Love Story | Little Richard                     | Telefilme                                                     |
| 2004      | Law & Order                                    | Greg Ellison                       | Episódio: "Cry Wolf"                                          |
| 2012      | The Big C                                      | Eric                               | Episódio: "Thin Ice"                                          |
| 2013      | Law & Order: Special Victims Unit              | Jackie Walker                      | Episódio: "Dissonant Voices"                                  |
| 2016      | The Get Down                                   | DJ Malibu                          | Episódio: "Where There Is Ruin, There Is Hope for a Treasure" |
| 2018–2021 | Pose                                           | Pray Tell                          | 23 episódios                                                  |
| 2018      | American Horror Story: Apocalypse              | Behold Chablis                     | 5 episódios                                                   |
| 2020      | The Simpsons                                   | Desmond                            | Episódio: "Highway to Well"                                   |
| 2020      | The Twilight Zone                              | Keith                              | Episódio: "The Who of You"                                    |
| 2020      | Equal                                          | Narrador                           | 4 episódios                                                   |
| 2021      | That Damn Michael Che                          | Guarda de segurança / Twan atômico | 2 episódios                                                   |
| 2021      | Middlemost Post                                | Rei da Reciclagem                  | Episódio: "BURT! The Musical/Sunday No Funday"                |
| 2021      | Gossip Girl                                    | Cantor                             | Episódio: "Hope Sinks"                                        |
| 2021-2022 | Fairfax                                        | Hiroki Hassan                      | 6 episódios                                                   |
| 2022-2025 | The Proud Family: Louder and Prouder           | Randall                            | 8 episódios                                                   |
| 2022      | Central Park                                   | Vance                              | Episódio: "Celeste We Forget"                                 |
| 2023-2025 | Big Mouth                                      | Ocean                              | 2 episódios                                                   |

## Discografia
Álbuns de estúdio
- 1997: Untitled
- 2005: At the Corner Of Broadway And Soul (Live)
- 2014: Billy's Back On Broadway
- 2017: Billy Porter Presents: The Soul of Richard Rodgers